# Дьёлафуа, Жанна
Жанна Дьёлафуа (фр. Jane Dieulafoy; имя при рождении — Жанна Генриетта Магр (фр. Jeanne Henriette Magre), 29 июня 1851, Тулуза — 25 мая 1916, Помпертюзат) — французская писательница, журналистка и археолог, жена Марселя Дьёлафуа. Вместе с ним принимала участие в раскопках в Сузах.

## Биография
Жанна Магр родилась в 1851 году в Тулузе. Она была младшей из шестерых детей в семье; отец умер вскоре после рождения Жанны. Образование девочка получила в Париже, в школе при женском монастыре в Отёе.
Около 1870 года Жанна познакомилась с Марселем Дьёлафуа и в том же году вышла за него замуж. Супруги поселились в Тулузе, однако в 1871 году началась Франко-прусская война и Марсель был мобилизован. Жанна не пожелала расставаться с мужем, и, поскольку женщины военными быть не могли, приняла решение последовать за ним в обличье мужчины. Она носила военную форму и разделяла с мужчинами все тяготы военной жизни.
В 1871 году оба супруга благополучно вернулись в Тулузу, где Марсель получил место управляющего в муниципальной службе. Позднее, в 1874 году, он работал под началом Эжена Виолле-ле-Дюка в качестве архитектора исторических памятников. Однако вскоре он уволился со службы, чтобы осуществить давнюю мечту. На протяжении нескольких лет Марсель и Жанна ежегодно ездили в Египет и Марокко, а также много путешествовали по Европе.
В 1881—1882 году состоялось их первое путешествие в Персию. Жанна вела путевые заметки, которые затем публиковала в журнале Le Tour du monde. Чтобы не привлекать к себе внимание, она, как когда-то в военные годы, путешествовала под видом мужчины. С 1884 по 1886 году супруги Дьёлафуа вели археологические раскопки в Сузах, которые стали главным делом их жизни. В 1888 году в Лувре состоялось торжественное открытие двух залов, посвящённых археологическим находкам Дьёлафуа. В том же году Жанна была удостоена Ордена Почётного легиона (Марсель был награждён им ранее, в 1875 году).
После Персии супруги Дьёлафуа обратились к исследованиям более близкой страны — Испании. Кроме того, с 1890-х годов Жанна начала писать исторические романы, в том числе на персидскую тематику. В 1914 году Марсель был направлен в качестве полковника инженерного корпуса в Рабат (Марокко), где руководил строительством диспансера и параллельно занимался раскопками старинной мечети. Поскольку основная работа не оставляла ему достаточно времени на раскопки, руководила ими главным образом Жанна.
В Марокко Жанна заразилась дизентерией, и её состояние непрерывно ухудшалось. В 1915 году Дьёлафуа уехали из Марокко во Францию, однако после того как Жанна начала чувствовать себя лучше, они вернулись в Рабат. Осенью Жанне снова стало хуже, и пришлось снова ехать во Францию, в Тулузу. Однако здоровье Жанны так и не восстановилось, и 25 мая 1916 года она умерла.